# 8K (Bildauflösung)

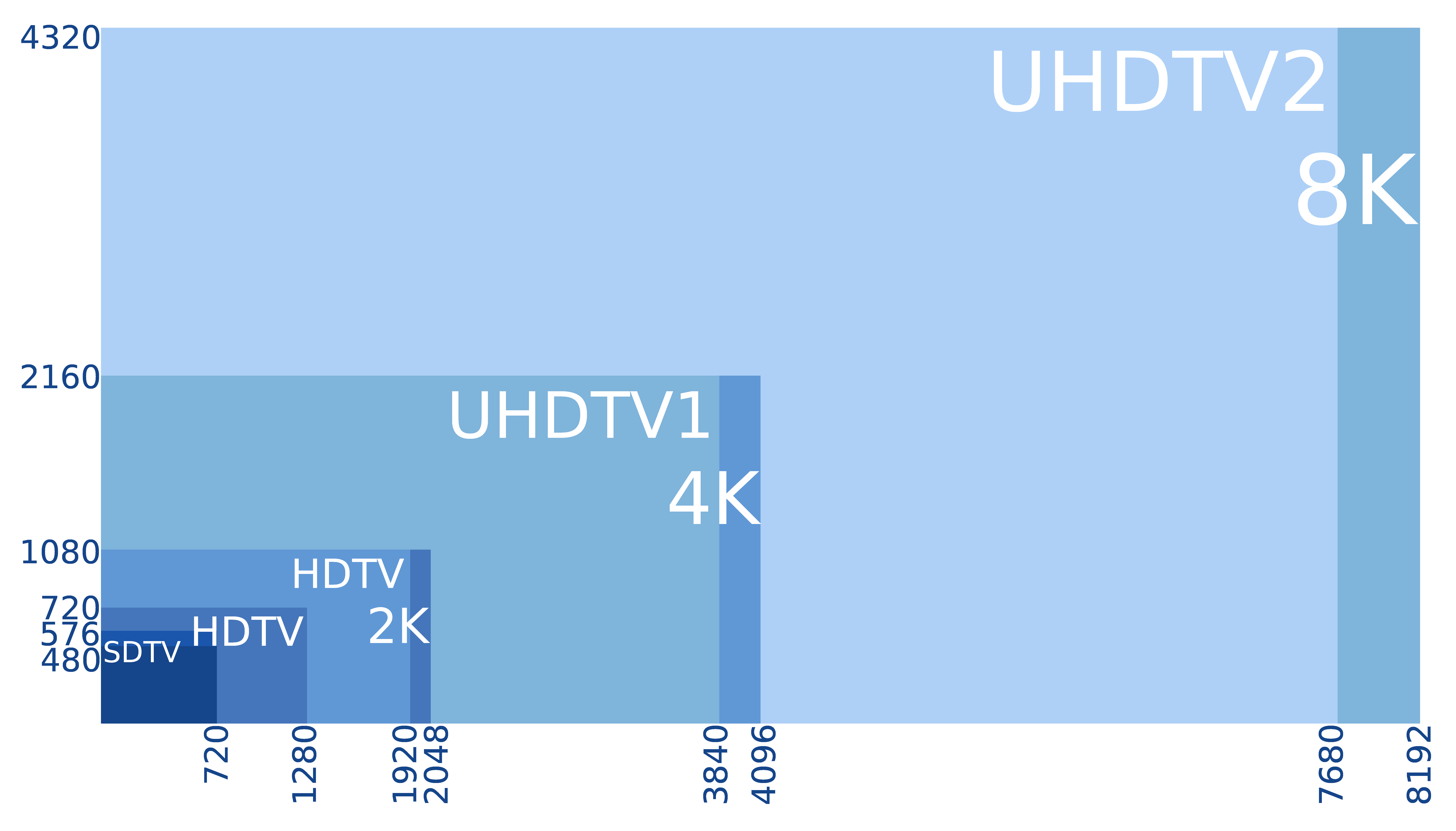
Die Bildauflösungen 8K mit einer Zeilenzahl von 4320 und 4K mit einer Zeilenzahl von 2160 (UHD, Ultra HD) sowie Full HD (2K) mit einer Zeilenzahl von 1080, HD ready mit einer Zeilenzahl von 720 und SD mit einer Zeilenzahl von 576 jeweils mit einem Bildseitenverhältnis von 16:9 und circa 17:9

8K-Auflösung, auch 8K und 4320p genannt, bezeichnet in Anlehnung an die Definitionen von 2K und 4K eine horizontale Bildauflösung in der Größenordnung von 8000 Spalten.

## Beschreibung
Aus der Angabe „8K“ geht nicht hervor, welche Bildseitenverhältnisse, Bittiefen, Bildwiederholfrequenzen oder Helligkeits- und Farbwerte in den Bildern kodiert sind. Die ITU-R-Empfehlung BT.2020 der Internationalen Fernmeldeunion definiert diese Parameter beispielsweise für die beiden Bildauflösungen 3840 × 2160 („UHD-I“) und 7680 × 4320 („UHD-II“) mit einem Bildseitenverhältnis von 16:9 und quadratischen Bildpunkten.
Die Bildauflösung hat bei einem Bildseitenverhältnis von 16:9 einen Wert von rund 33 Megapixel. Die folgende Tabelle gibt einige Bildauflösungen mit den bei 8K auftretenden Zeilen- und Spaltenzahlen bei verschiedenen Bildseitenverhältnissen an.
| Bildseiten- verhältnis | Spalten | Zeilen | Pixelanzahl (Megapixel) |
| ---------------------- | ------- | ------ | ----------------------- |
| 4:3                    | 8192    | 6144   | 50,3                    |
| 16:90                  | 8192    | 4608   | 37,7                    |
| 00≈17:9 (8K)           | 8192    | 4320   | 35,3                    |
| 00000016:9 (UHD-II)    | 7680    | 4320   | 33,2                    |
| 3:2                    | 6480    | 4320   | 28,0                    |
| 4:3                    | 5760    | 4320   | 24,9                    |
| 16:10                  | 6912    | 4320   | 29,0                    |
| 1:1                    | 4320    | 4320   | 18,7                    |

### Verdoppelung
Das 8K-UHD-Format in 16:9 ist Gegenstand der Verdoppelung der Auflösung in Länge und Breite. Dies sind dann 16K mit 15360 × 8640 Bildpunkten und 32K mit 30720 × 17280 Bildpunkten. Die Abkürzungen 16K UHD und 32K UHD sind dabei keine Rundungswerte der tatsächlichen horizontalen Auflösung, was 15K oder 31K ergäbe, sondern weisen auf die Verdopplung der vorhergehenden Auflösung von 8K UHD beziehungsweise 16K UHD hin.
Das einzig bekannte Display wurde 2019 von Sony vorgestellt, mit 16K UHD auf 19,5 m × 5,5 m für eine Ladenfront. Ansonsten werden die größeren abgeleiteten Formate nur durch Multi-Monitor-Installationen erreicht.

## Geräte
Digitale Wiedergabegeräte wie Computermonitore, Bildschirme, Fernsehgeräte oder Projektoren, sowie Aufnahmegeräte, wie digitale Kinokameras oder Digitalkameras, mit einer Spaltenzahl ab rund 8000 Spalten können mit dem Attribut „8K“ gekennzeichnet werden. Diese Geräte sind in der Lage, Bilder mit dieser Spaltenzahl vollständig zu verarbeiten und wiederzugeben, ohne Bildpunkte zusammenfassen zu müssen (Downsampling).

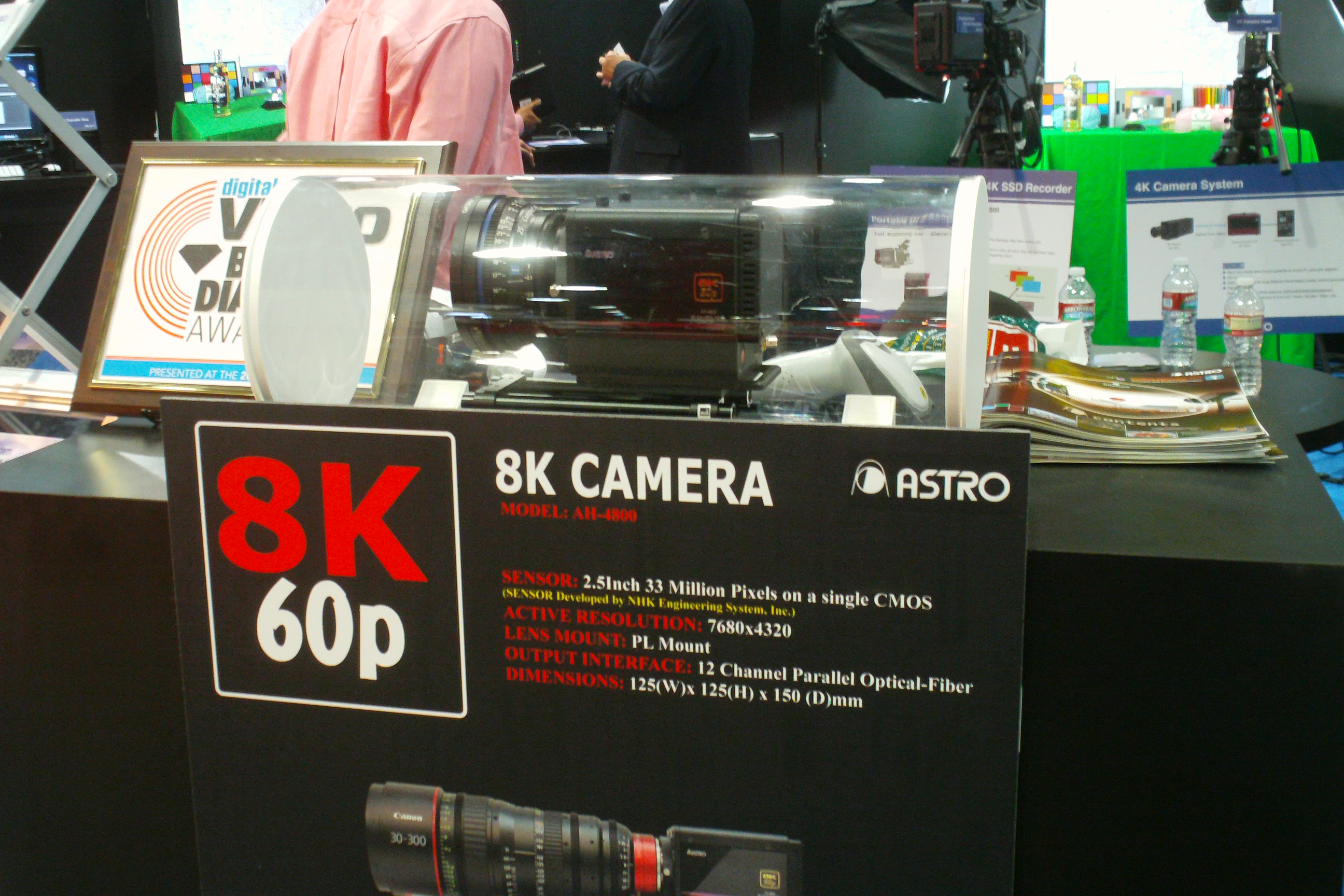
8K-Kamera von Astrodesign 2013 bei der Messe der National Association of Broadcasters

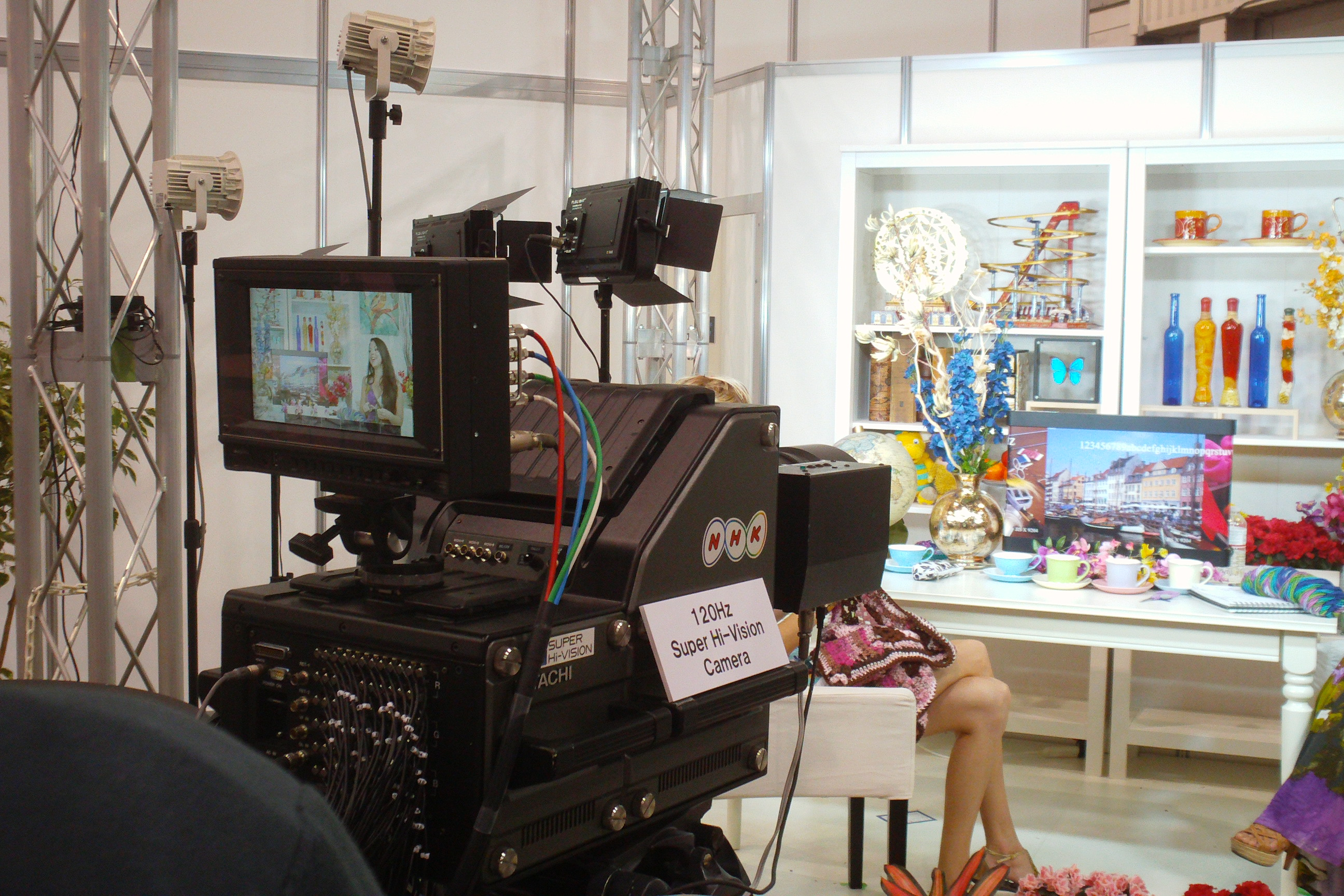
8K-Kamera von NHK und Hitachi 2013 bei der Messe der National Association of Broadcasters

Einige Digitalkameras liefern insbesondere für Stehbilder eine entsprechende Bildauflösung, die auf solchen Bildschirmen wiedergegeben werden kann. Für Videoaufnahmen gibt es seit 2011 8K-taugliche Kameras von Anbietern wie Sony, später wurden weitere Produkte von Herstellern wie zum Beispiel von Astrodesign, Hitachi, Red Digital Cinema Camera Company und Sharp vorgestellt.
Die für eine entsprechende optische Auflösung erforderlichen Objektive müssen bei der Bildaufnahme allerdings in der Lage sein, auch bei einer Ortsfrequenz von 2160 Linienpaaren pro Bildhöhe einen hohen Kontrast zu liefern. Bei einem Bildsensor im Vollformat entspricht dies einer Ortsfrequenz von 90 Linienpaaren pro Millimeter (Linienbreite = 5,6 Mikrometer, das entspricht eine Blendenzahl von ungefähr 4). Bei kleineren Bildsensoren mit einem Pixelabstand von einem Mikrometer, wie sie zum Beispiel in Smartphones eingesetzt werden, wäre hierfür theoretisch eine Blendenzahl von deutlich unter 1,0 erforderlich, die selbst mit entsprechenden korrigierten Objektiven technisch nicht mit der erforderlichen optischen Auflösung erreichbar ist. Eine dafür geeignete Modulationsübertragungsfunktion mit einer entsprechend hohen fotografischen Auflösung kann nur von optisch korrigierten sowie großen und nicht beugungsbegrenzten Spezialobjektiven (in der Regel ohne variable Brennweite) erreicht werden, bei denen die unvermeidlichen lateralen Lagefehler der optischen Abbildung in den digitalen Aufnahmen im Video-Post-Processing kompensiert werden können. Bei der Liveübertragung oder beim Streaming von bewegten Bildern muss die für diese Kompensationen sowie die für die Datenkompression erforderliche Rechenleistung in Echtzeit zur Verfügung stehen.
Auf der Internationalen Funkausstellung wurden 2018 erste größere Fernsehbildschirme vorgestellt, die 8K-Bilder wiedergeben können.
Die erforderlichen Datenmengen können beispielsweise über ein High Definition Multimedia Interface ab der Version 2.1 (Januar 2017) oder mit UHD-2-Geräten über den Standard DisplayPort ab der Version 1.3 (September 2014) übertragen werden.
Bilder mit geringerer Bildauflösung als 8K können mit Hilfe von Upsampling auf ultrahochauflösenden Wiedergabegeräten formatfüllend dargestellt werden.
2020 erschienen die ersten Mobiltelefone, die aufgrund der Bildauflösung des Bildsensors und ausreichender Rechenleistung in der Lage sind, in 8K-Auflösung aufzunehmen, darunter sind das Samsung Galaxy S20 und Samsung Galaxy Note 20. Wegen der Beugungsbegrenzung der miniaturisierten Objektive ist die optische Auflösung jedoch erheblich geringer.
Die im September 2020 veröffentlichte GeForce RTX 3090 wurde von Nvidia als die erste Gaming-Grafikkarte beworben, die 8K-fähig ist und eine UVP von 1499 US-Dollar hatte. Allerdings wurde diese Marketingaussage von der Fachpresse häufig als übertrieben und unangemessen betrachtet. In der Praxis erreicht die RTX 3090 in 8K-Auflösung nur in wenigen Spielen stabile Bildraten von 60 fps. Oft wird erst ihr Nachfolger, die GeForce RTX 4090, als die erste Grafikkarte angesehen, die in vielen modernen Titeln bei 8K spielbare Bildraten erreicht. Selbst der Nachfolger der RTX 4090, die RTX 5090, die für ihren großen Leistungssprung in 8K-Auflösung gelobt wurde, scheitert noch immer daran, in einigen modernen Titeln in 4K-Auflösung konstante 60 fps zu erreichen.
Die ursprünglichen Prognosen für den Absatz von Geräten wurden jährlich reduziert. 2021 lag der Marktanteil an Fernsehgeräten weltweit bei 0,15 %. In Q4 2021 sank die Auslieferung unter den Vorjahreswert. In der EU lag der Marktanteil bei Fernsehgeräten Ende 2022 bei 2 %. Ursächlich können die mit der Chipkrise ab 2020 steigenden Preise sein, die durch Ökodesign-Verordnung (siehe Kritikpunkte) weiter hochgetrieben werden, bei gleichzeitig anhaltend geringem Angebot an Medieninhalten. Insbesondere Streaming-Anbieter wie Netflix beschränken sich auf 4K (Stand 2023), auch wenn das Ausgangsmaterial in 8K bereitsteht (etwa Squid Game). Auch in Japan konnte sich trotz der Verfügbarkeit von Fernsehkanälen das 8K-Format nicht durchsetzen. Stattdessen beobachtete man, dass sich die HDR-Technik durchsetzte, während auch 2022 zu 3/4 die 4K-UHD Auflösung den Markt dominierte.
Mit der ab 2023 geltenden EU-Verordnung wurden einige Modelle vom Markt genommen, und der Marktanteil von 8K-Fernsehern sank auf 1 %. Als entscheidender Faktor für die Verbreitung von 8K gilt nicht das herkömmliche Fernsehen, sondern Spezialanwendungen in Sport und Medizin mit selbstproduziertem Material. Dabei können schon handelsübliche Smartphones für Aufnahmen in 8K eingesetzt werden, wie das Samsung Galaxy S23 (seit Februar 2023) gezeigt hat.
Im April 2025 stellte Sony die Produktion der 8K-Fernseher ein. Obwohl der Monitor von der Playstation 5 Pro mit 8K angesteuert werden kann, wurde dies kaum genutzt. Ob zu einem späteren Zeitpunkt wieder ein 8K Modell eingeführt wird, hielt der Hersteller offen. Damit verbleiben Samsung und LG als letzte Hersteller. Samsung hat dabei im Mai 2025 ein neues Modell mit KI-Prozessor für ein besseres Upscaling von 4K-Material herausgebracht (in Größen von 65 Zoll / 165 cm bis 85 Zoll / 215 cm).

## Anwendungen
Die Olympischen Spiele 2016 in Rio de Janeiro wurden in einem Testlauf in 8K nach Japan übertragen.
Mit 8K aufgelösten Bildern sollen bei Live-Übertragungen Personal und Kosten eingespart werden können, indem die interessanten Bildinhalte („Region of Interest (ROI)“) automatisch durch eine Motiv- und Szenenerkennung mit künstlicher Intelligenz ermittelt und gefiltert werden. Eine einzelne Kamera kann hierbei synchron bis zu vier unterschiedliche Bildausschnitte in Full-HD-Auflösung liefern.
Im November 2018 veröffentlichte die NASA 8K-Aufnahmen, die mit einer Helium-Kamera der Red Digital Cinema Camera Company in der Internationalen Raumstation (ISS) gemacht wurden.

## Kritikpunkte
8K-taugliche Geräte sind in der Anschaffung noch unverhältnismäßig teuer und es gibt nur wenige Medieninhalte, die mit dieser Bildauflösung zur Verfügung stehen, da keine einheitliche Norm für das Format existiert.
Selbst bei einer Auflösung von 4K-Bildern kann das menschliche Auge bei Betrachtung des gesamten Bildes einzelne Pixel kaum noch erkennen. Viele Menschen nehmen die Unterschiede bei der Bildauflösung bereits zwischen Ultra HD und Full HD nicht mehr wahr. Eine subjektive Verbesserung könnte sich nur durch einen höheren Kontrastumfang und einen größeren Farbraum ergeben, der allerdings nichts mit der Bildauflösung zu tun hat und aufgrund der verwendeten Kompressionsformate schon beim HD nicht ausgeschöpft wird. Tatsächlich konnte sich die 8K-Technik bis 2023 nicht durchsetzen. Stattdessen beobachtete man, dass ab 2022 über 99 % aller verkauften Fernseher HDR-Video unterstützten, 83 % davon mit Dynamic-HDR (HDMI 2.1). Im Splitscreen (Simulation mehrerer Bildschirme auf einem Wiedergabegerät TV bzw. Monitor) bietet 8K hingegen klare Vorteile. Diese Technik wird häufig in Computerspielen angewendet, wenn mehrere Personen am Spiel beteiligt sind und jeder einen eigenen Bildschirmausschnitt betrachtet. Dabei sitzen die Personen näher am Bildschirm und es ergibt sich ein signifikanter Vorteil bei einer höheren horizontalen Auflösung.
Die Leistungsaufnahme und Wärmeentwicklung von hochauflösenden Aufnahme-, Bildverarbeitungs- und Wiedergabegeräten ist in der Regel deutlich höher als von Geräten mit geringerer Bildauflösung, ebenso die Herstellkosten, Ressourcenverbrauch und Bandbreiten/Speicherbedarf. Dem abnehmenden Grenznutzen stehen also exponentiell steigende Nachteileffekte gegenüber. Mit der ab 2023 geltenden Ökodesign-Verordnung der EU wird ein Energieeffizienzindex (EEI) eingeführt, dessen Grenzwert von 8K-Fernsehern nur selten eingehalten werden kann.